# Szilasi Móric
Szilasi Móric (olykor Szilasi Mór formában is, születési és 1881-ig használt nevén Sonnenfeld Móric) (Szilasbalhás, 1854. október 20. – Kolozsvár, 1905. május 15.) klasszika-filológus, nyelvész, egyetemi tanár, a Magyar Tudományos Akadémia levelező tagja (1902).

## Életpályája
Középiskoláit Veszprémben (I–III. osztály, 1865–68) és Székesfehérváron (IV–VIII. osztály, 1868–73) végezte. 1883–1878 között a budapesti egyetem hallgatója volt, 1878-ban bölcsészdoktori és görög–latin tanári oklevelet szerzett. 1879–80-ban állami össztöndíjjal a lipcsei egyetemen indogermán nyelvészetet és klasszika-filológiát tanult. Hazajőve előbb a tanárképző gyakorló gimnáziumában tanított, majd 1881-től 1895-ig a budapesti VII. kerületi állami gimnázium volt a munkahelye. Az Eötvös József Collegium 1895-ös felállítása után a nyelvésznövendékek vezető tanára lett. Ebben az évben az MTA nyelvtudományi bizottsága is tagjául választotta. 1903. július 13-án a Kolozsvári Ferenc József Tudományegyetemen kinevezték a Halász Ignác halála miatt megüresedett tanszékre a magyar nyelvészet és az összehasonlító nyelvtudomány rendes tanárának. Ugyanitt az 1905–1906. évre megválasztották a Bölcsészet-, Nyelv- és Történettudományi Karának kar dékánjának is, de ezt a tisztséget korai halála miatt nem tudta betölteni. Alig kétéves egyetemi tanári működés után hunyt el hét kiskorú árvát hagyva maga után.  

## Családja
Szülei: Sonnenfeld Lipót kereskedő és Abeles Rezi.                                                             Testvérei: Szilasi (1885-ig Sonnenfeld) Jakab (Szilasbalhás, 1860–Bp., 1930) vegyészmérnök; Sonnenfeld Johanna Sonnenfeld Fülöpné; Sonnenfeld Josephine Hirsch Jakabné; Sonnenfeld Mari Kohn Manóné; Szilasi Artúr; Sonnenfeld Gizella Klein Jenőné.                     Felesége: Krausz Helén (1867–1944), gyermekei: Szilasi Vilmos filozófus (1889–1966), Szilasi Böske, Szilasi Klára, Szilasi Nunus, Szilasi Ferenc ügyvéd, Czigány Dezsőné Szilasi Boriska (1896–1937), Szilasi Jenő orvos. 

## Munkásssága
Eredetileg klasszikus filológusnak készült, de emellett már egyetemi hallgató korában a magyar és a finnugor összehasonlító nyelvészettel is foglalkozott, sőt később a török nyelveket is bevonta vizsgálódásai körébe. Középiskolai tanárként a görög és a latin nyelv oktatásához szükséges műveket jelentetett meg. Fináczy Ernővel és Kiáltosy Józseffel középiskolai latin nyelvtant, valamint olvasó- és gyakorlókönyvet állított össze, ezen kívül részleteket fordított le Plutarkhosz és Thuküdidész műveiből. Szócikkeket írt az Ókori lexikonba. Kisebb írásai jelentek meg többek között az Egyetemes Philologiai Közlönyben (1880. Mikes, Bolyai és Kisfaludy Károly, 1881., 1890.), és a Magyar Nyelvőrben (III. 1884-től, 1886. Faludi nyelve, 1890.), jelentősebb kutatásait a Nyelvtudományi Közlemények hasábjain publikálta. Terjedelmes tanulmányt közölt a műveltető és mozzanatos igeképzésről (1894) és a finnugor névszói összetételekről (1896). Akadémiai székfoglaló előadását a szókezdő palatális mássalhangzók témájából tartotta (1904). A kutatást két hasznos szótár összeállításával segítette: a Vogul szójegyzék (1895) Munkácsi Bernát Vogul népköltési gyűjteményének első három kötete alapján készült, a Cseremisz szótárban (1901) pedig Arvid Genetz finn nyelvésszel együtt feldolgozták a cseremisz (mari) nyelv addig ismert teljes szóanyagát. Egyetemi előadásait széleskörű szakirodalmi tájékozottság és logikus gondolatmenet jellemezte. Kolozsvári működése idején szerkesztette és kiadta a Nyelvészeti tanulmányok. Ural-altaji nyelvtudományi folyóirat 1905. 1. füzetét.

### Fontosabb szakmai szervezeti tagságok, elismerések:
Az MTA nyelvtudományi bizottságának tagja (1895-től), az MTA levelező tagja (1902-től).                                                                            A kolozsvári tudományegyetem díszdoktora, a helsingforsi Finnugor Társaság levelező tagja. Kolozsváron a Tanárképző Intézet tanára, s tagja volt az Országos Tanárvizsgáló Bizottságnak. Kitüntetés: az MTA Sámuel-díja (1894). 

### Főbb művei
- Görögök története. Irta Curtius Ernő [Ernst Curtius], ford. a IV. kötetet. Budapest, 1880. (A Magyar Tudományos Akadémia Könyvkiadó Vállalata).
- Életrajzok Plutarchosból. Görögből ford. Budapest, 1880. Két kötet. (Ifjúsági Iratok Tára IX., X.).
- Verbális előtagú összetett szavak Homérosznál. Egyetemes Philológiai Közlöny 5 (1881) 341–388
- Latin nyelvtan és szótár. A gymnasium I. és II. oszt. számára. Budapest, 1887. (Fináczy Ernő- és Kiáltosy Józseffel).
- Latin olvasó- és gyakorló könyv. A gymnasium I. és II. oszt. számára. Budapest, 1887. (Fináczy- és Kiáltosyval).
- Praeparatio Horatius válogatott ódáihoz. Budapest, 1890–91. (Latin Praeparatiok 3., 4., 7.).
- Szemelvények Thukydidesből. Ford. Budapest, 1891. (Középiskolai Könyvek Tára III. 2. kiadás. Budapest, 1899. Két térképpel).
- Kombinált műveltető és mozzanatos igeképzés. Nyelvtudományi Közlemények 24 (1894): 168–202, 287–295, 409–422.
- Vogul szójegyzék. Nyelvtudományi Közlemények 25 (1895): 19–48., I–L 215–243, M–P 304–346 R–V: 388–441 Különnyomat: 1896.
- Finn-ugor névszói összetételek. Nyelvtudományi Közlemények 26 (1896): 129–193.
- Római élet Cicero korában. Irta Church J. A., angolból ford. Budapest, 1902. Két rész. (Ifjúsági Iratok Tára VI. és Magyar Könyvtár 306., 307.).
- Cornelius Nepos válogatott fejezetei. A gymnasium III. oszt. számára, szerk. és magyarázta. Budapest, 1901.
- Cseremisz szótár. (Vocabularium Ceremissicum). Társszerző: Arvid Genetz. Budapest, 1901. (Különny. a Nyelvtudományi Közleményekből. Ugor Füzetek 13.).
- Emlékbeszéd Halász Ignácz lev. tag felett. Budapest, 1903. (Emlékbeszédek XI. 11.).381-399.
- Finnugor–török szóhasonlítás. Nyelvtudományi Közlemények 33 (1903): 261–272.
- Adalékok a finn-ugor palatalis mássalhangzók történetéhez. Székfoglaló értekezés. Budapest, 1904. (Értekezések a nyelv- és széptud. köréből XVIII. 8.).
- A nyelvtörténeti szótárról I. Budapest, 1905.